# Montanhas de Kiso

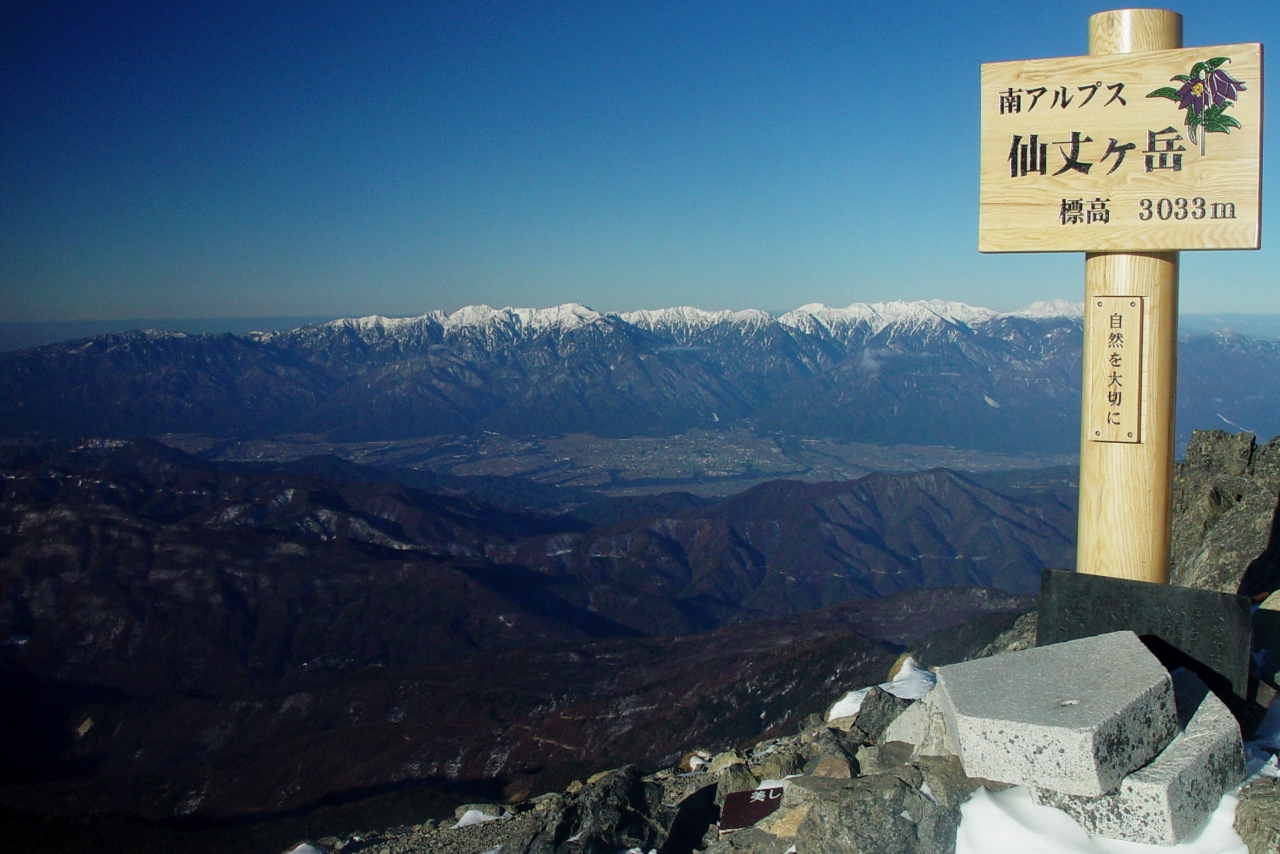
Montanhas de Kiso.

As montanhas de Kiso (em japonês 木曽山脈 Kiso Sanmyaku), ou Alpes centrais (中央アルプス Chūō Arupusu), são uma cordilheira japonesa situada na província de Nagano.

## Montanhas
- Kyogatake (2296 m)
- Komagatake (2956 m)
- Utsugidake (2864 m)
- Minami-komagatake (2841 m)
- Anbeijisan (2363 m)
- Enasan (2191 m)